# The second coming

"The Second Coming" es el primer episodio de la tercera temporada de la serie de ciencia ficción Héroes.

## Argumento
El episodio empieza con Peter Petrelli corriendo hacia un estacionamiento, al llegar se encuentra con Claire Bennet, quien le apunta con una pistola y amenaza con matarlo, luego de una discusión. Claire dispara, Peter congela el tiempo y toma el arma de Claire y desaparece.
Nathan Petrelli está dando su discurso (capítulo final de la segunda temporada) cuando Peter del futuro le dispara con el arma de Claire, luego escapa mientras es perseguido por Peter del presente y Matt Parkman. Peter del futuro parece haber desaparecido después de que Peter del presente lo acorralara en un cuarto.
Una vez que Peter lleva a Nathan al hospital, un doctor le informa que luego de hacer lo posible Natahan ha fallecido, pero repentinamente despierta cuando Peter lo besa.
En las industrias Yamagato, Hiro Nakamura quien es ahora el presidente, recibe un DVD de su padre, en el cual Kaito le informa sobre un secreto familiar que puede destruir al mundo, el cual esta a salvo en la caja fuerte de la oficina.
Hiro decide abrir la caja fuerte donde encuentra un pedazo de papel muy antiguo, el cual contiene una fórmula incompleta, en ese instante Daphne, una corredora le roba el papel, cuando Hiro detiene el tiempo y logra alcanzar a Dahpne, se sorprende al ver que esta es inmune y puede moverse a velocidad normal.
Ella golpea a Hiro y escapa con la fórmula.
Claire ve las noticias sobre el intento de asesinato a su padre, cuando se dispone a ir para ayudar, Sylar aparece en la puerta de su dormitorio, luego de una persecuccion, Claire apuñala a Sylar con un cuchillo de cocina en el pecho, pero es atrapada por Sylar quien corta su cráneo y observa su cerebro, una vez que adquiere el poder de Claire, le vuelve a "tapar" la cabeza y se marcha afirmando que Claire no puede morir. Sin embargo se marcha con una lista de los prisioneros del nivel 5 de La Compañía. Mientras tanto Mohinder quien ha enviado a Molly lejos para protegerla trata de ayudar a Maya a remover su habilidad y en su investigación hace un gran descubrimiento.
Más tarde el Peter del presente va al lugar donde su yo del futuro escondió el arma pero no la encuentra y es soprendido por Matt quien lo estaba esperando, luego de meterse en su mente se descubre que el Peter del futuro había tomado el lugar de su yo del presente usando su habilidad de hacer ilusiones (similar a la de Candice) y teletransporta a Matt bien lejos para que no interfiera con sus planes de "salvar al mundo".
En alguna otra parte una mujer similar a Niki Sanders llamada Tracy Strauss observa a Nathan en las noticias.
Mohinder Suresh gracias a Maya descubre una forma de obtener poderes teniendo éxito.
Al final del episodio vemos a los prisioneros del nivel 5 (Knox, Flint, Jesse) y uno de ellos se lo ve pidiendo a gritos que lo saquen de allí, que él es Peter Petrelli, y en una de las últimas celdas se lo ve a Noah Bennet.

## Reparto
- Jack Coleman como Noah Bennet.
- Greg Grunberg como Matt Parkman.
- Ali Larter como Tracy Strauss.

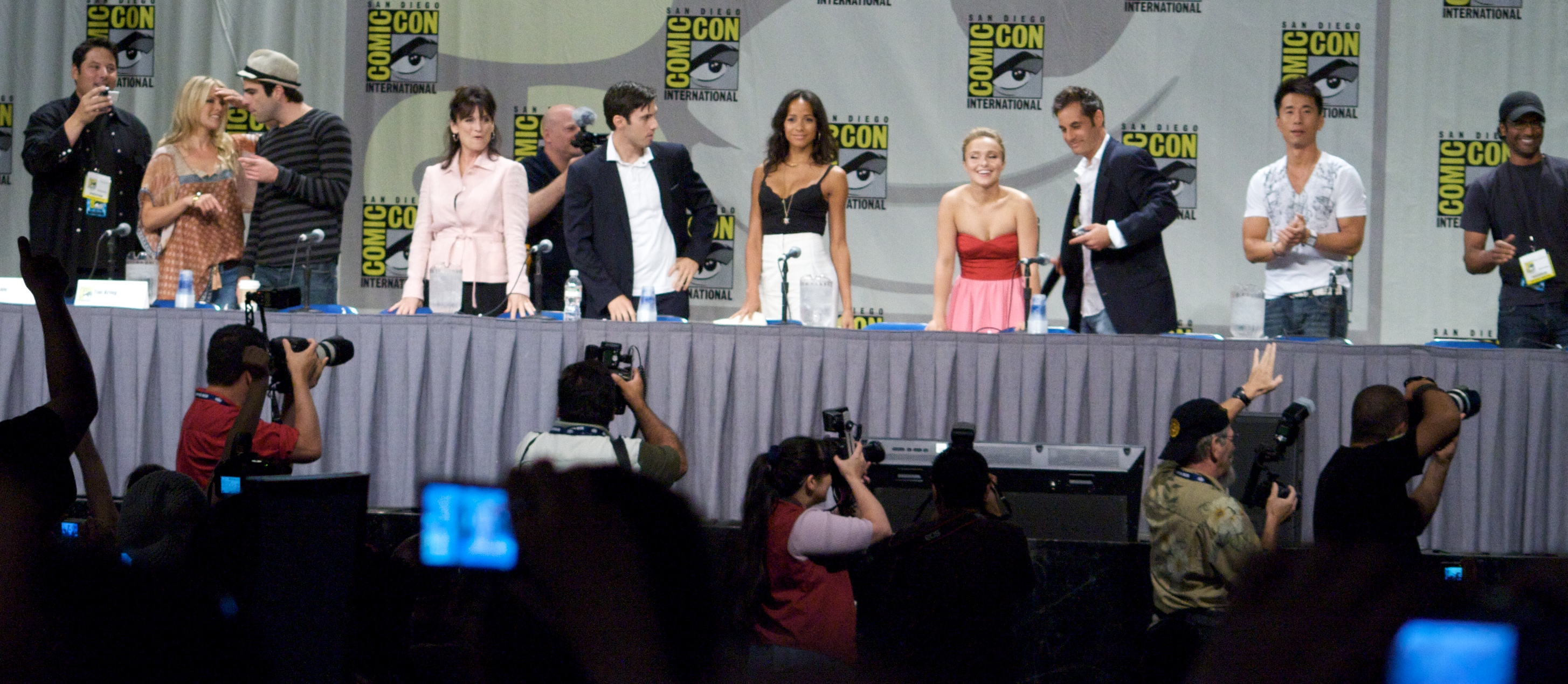
El reparto de "The Second Coming", a excepción de Jack Coleman y Masi Oka, en la Comic-Con 2008.

- James Kyson Lee como Ando Masahashi.
- Masi Oka como Hiro Nakamura.
- Hayden Panettiere como Claire Bennet.
- Adrian Pasdar como Nathan Petrelli.
- Zachary Quinto como Sylar.
- Sendhil Ramamurthy como Mohinder Suresh.
- Dania Ramírez como Maya Herrera.
- Cristine Rose como Angela Petrelli.
- Milo Ventimiglia como Peter Petrelli.

La actriz Brea Grant aparece como estrella invitada interpretando a Daphne Millbrook, una joven ladrona con una velocidad sobrehumana. En la primavera de 2008, el equipo de Héroes inició las audiciones para un nuevo personaje llamado Joy y que fue descrito como una veinteañera "rápida con sus pies, experta en meterse en problemas y en salir de ellos". Uno de los productores de serie vio la participación de Grant en Friday Night Lights y decidieron llamarla para que se presentara al casting. La actriz aseguró que estuvo ensayando su guion desde ese mismo momento hasta que se presentó y, tras conseguir el papel, investigó sobre personajes con el poder de la velocidad sobrehumana en los que podría influenciarse, leyendo varios cómics de los superhéroes Flash, de la antología de Flash Comics, y Blur, de Supreme Power. En un principio, Joy iba a ser introducida en la serie en una escena acontecida en un museo, donde Hiro Nakamura la pregunta si tiene poderes y si los está usando para robar obras de arte; ella le miente y abandona el lugar con varios cuadros. Pocos días después de que se anunciara su participación en la serie, Brea Grant confirmó en una entrevista a Associated Press que su personaje en realidad se llamaría Daphne y que sería introducida en la oficina de Hiro, cuando intenta robar un secreto guardado por la familia Nakamura.

## Crítica
La página web IGN dio al episodio una puntuación de 7 sobre 10 y su crítico Robert Canning no se mostró muy entusiasmado con "The Second Coming", pues consideraba que algunos de los problemas que tuvo la segunda temporada aún se conservaban. A pesar de ello, destacaba el ritmo que lleva el episodio y la trama relacionada con la familia Petrelli sobre las demás, calificando la de los personajes de Mohinder Suresh y Hiro Nakamura como "frustrantes". Carl Cortez, de la revista de ciencia ficción If, afirmaba que el episodio fue "tanto satisfactorio como monumental" y destacaba que la escena de "la confrontación entre Sylar y Claire no tiene precio, es uno de los momentos más tensos y escalofriantes que la serie ha tenido".